# Ян Чон Ін
Ян Чонін (англ. Yang Jeong-in, кор. 양정인, нар. 8 лютого 2001, Пусан, Південна Корея), більш відомий за псевдонімом Ай Ен (англ. I.N., кор. 아이엔) — вокаліст та макне південнокорейського бой-бенду Stray Kids компанії JYP Entertainment. За даними Корейської асоціації музичних авторських прав (КОМСА), на його ім'я зареєстровано 19 композицій.

## Біографія
Ян Чонін народився 8 лютого 2001 року в Пусані, Південна Корея. У нього є старший брат (1999 року народження) та молодший брат (2007 року народження). В дитинстві він відвідував заняття із хедон-комдо, таеккьон і тайського боксу. У сім років його помітив модельний рекрутер, який запросив Чон Іна на прослуховування для моделей, яке він пройшов. Але вже через рік він покинув цю справу. Незабаром він захопився музикою і його батьки найняли вчителя музики. Ходив в середню школу для хлопчиків у Пусані. Разом із Хьонджином ходив у старшу школу SOPA (кор. 서공예), у лютому 2020 року він випустився. Ще до випуску учасники Stray Kids планували відвідати його випускну церемонію, але це стало неможливим через карантинні обмеження. У рамках шоу SKZ Code, в третьому епізоді вони влаштували йому випускний.

## Кар'єра

### До дебюту
Чонін приєднався до JYP Entertainment у 2016 році. Після закінчення середньої школи, Чонін взяв рік перерви перед вступом до старшої школи, тому що хотів зосередитись на тренуваннях в агентстві.
4 серпня 2017 року стало відомо, JYP Entertainment спільно з Mnet працює над запуском реаліті-шоу для того аби створити нову чоловічу групу. Чон Ін увійшов до складу групи разом з іншими вісьмома учасниками.
19 грудня 2017, в 10 епізоді реаліті-шоу Stray Kids було оголошено, що гурт дебютує у складі 9 учасників.

### Дебют і подальша діяльність
Перед офіційним дебютом Stray Kids декілька учасників гурту обрали собі нові сценічні імена, включаючи і Чон Іна. I.N (Ай'Ен) було утворено від його справжнього імені Yang Jeong-in, було використано дві останні літери, але звучання ІН (англ. IN) йому не дуже сподобалося тому він додав крапку між літерами аби воно звучало як Ай'Ен (англ. I.N). I.N — має значення, як англ. «come in»bsp;— укр. «увійти», «приходити», по суті сценічне ім'я Ай'Ена є запрошенням для фанатів приєднатися до нього і до інших учасників Stray Kids.
Ай'Ен дебютував 25 березня 2018 року у складі Stray Kids.
В 2019 році Ай'Ен та Хьонджін мали камео в 16 епізоді дорами A-Teen 2, епізод вийшов у червні.
Ай'Ен досить часто проводить сольні прямі трансляції The Youngest's Private Life (укр. «особисте життя наймолодшого») у додатку V LIVE, де він розмовляє з фанатами та ділиться моментами зі свого життя та життя учасників Stray Kids.
15 лютого 2021 на YouTube каналі Stray Kids було опубліковано відео до треку «막내온탑 (Maknae On Top)». Лірика була написана Бан Чаном, Чанбіном та Ай'Еном. Це жартівлива композиція про життя наймолодшого учасника, який говорить «можу говорити формально, але наймолодшим не бажаю бути» та про ставлення інших мемберів до нього як до найстаршого.
7 квітня 2021 був гостем разом з Лі Ноу та Синміном на Day6 Kiss The Radio (DeKiRa), ведучим якого є Йонкей із гурту DAY6.
31 грудня 2021 в соціальних мережах гурту з'явилося відео на композицію «#LoveSTAY», яка стала новорічним подарунком для фанатів. Відео містило нарізку кадрів зі знімання музичних кліпів, інших розважальних проєктів Stray Kids та безпосередньо відео із запису самої композиції в студії. У ліриці учасники звертаються до своїх шанувальників та висловлюють свою подяку за підтримку, яку вони від них отримують від початку дебюту і дотепер. Разом із Хьонджіном та Феліксом, Ай'Ен є автором лірики до цієї композиції.

## Особиста діяльність
| Дата виходу | Назва                                                                      | Прим.                          |
| ----------- | -------------------------------------------------------------------------- | ------------------------------ |
| 03/09/2018  | Woojin X Seungmin X I.N \| [Stray Kids: SKZ-PLAYER]                        | [ 14 ]                         |
| 20/07/2020  | 빵꿀즈 «Yeah민Boss» / 티격태격 «잔소리 대마왕» \| [Stray Kids: SKZ-RECORD] | Результат роботи Two Kids Song |
| 04/12/2020  | I.N «너였다면» Cover (원곡: 정승환) \| [Stray Kids: SKZ-RECORD]            | [ 16 ]                         |
| 15/01/2021  | I.N «막내온탑» (Feat. Bang Chan, Changbin) \| [Stray Kids: SKZ-PLAYER]     | [ 17 ]                         |
| 11/06/2021  | I.N «향기만 남아» Cover (원곡: 허각) \| [Stray Kids: SKZ-RECORD]           | [ 18 ]                         |
| 31/12/2021  | Stray Kids «#LoveSTAY»                                                     | [ 19 ]                         |

## Нотатки
1. ↑  Макне  – так називають наймолодших у групі, класі, сім’ї.
2. ↑  Хедон-комдо – японське фехтування на бамбукових мечах.
3. ↑  Таеккьон – корейське бойове мистецтво
4. ↑  막내온탑 англ. — «youngest on top», укр. — «наймолодший на вершині». 막내 — має звучання англ. — «maknae», укр. — «макне».
5. ↑  У Південній Кореї прийнято зі старшими розмовляти формально (це схоже на наш аналог звернення до старших та незнайомих на «Ви»). Неформально найчастіше розмовляють між собою близькі друзі одного року народження, в розмові до інших використовується формальний стиль, інколи старший співрозмовник може запропонувати розмовляти неформально.